# トロリートラック

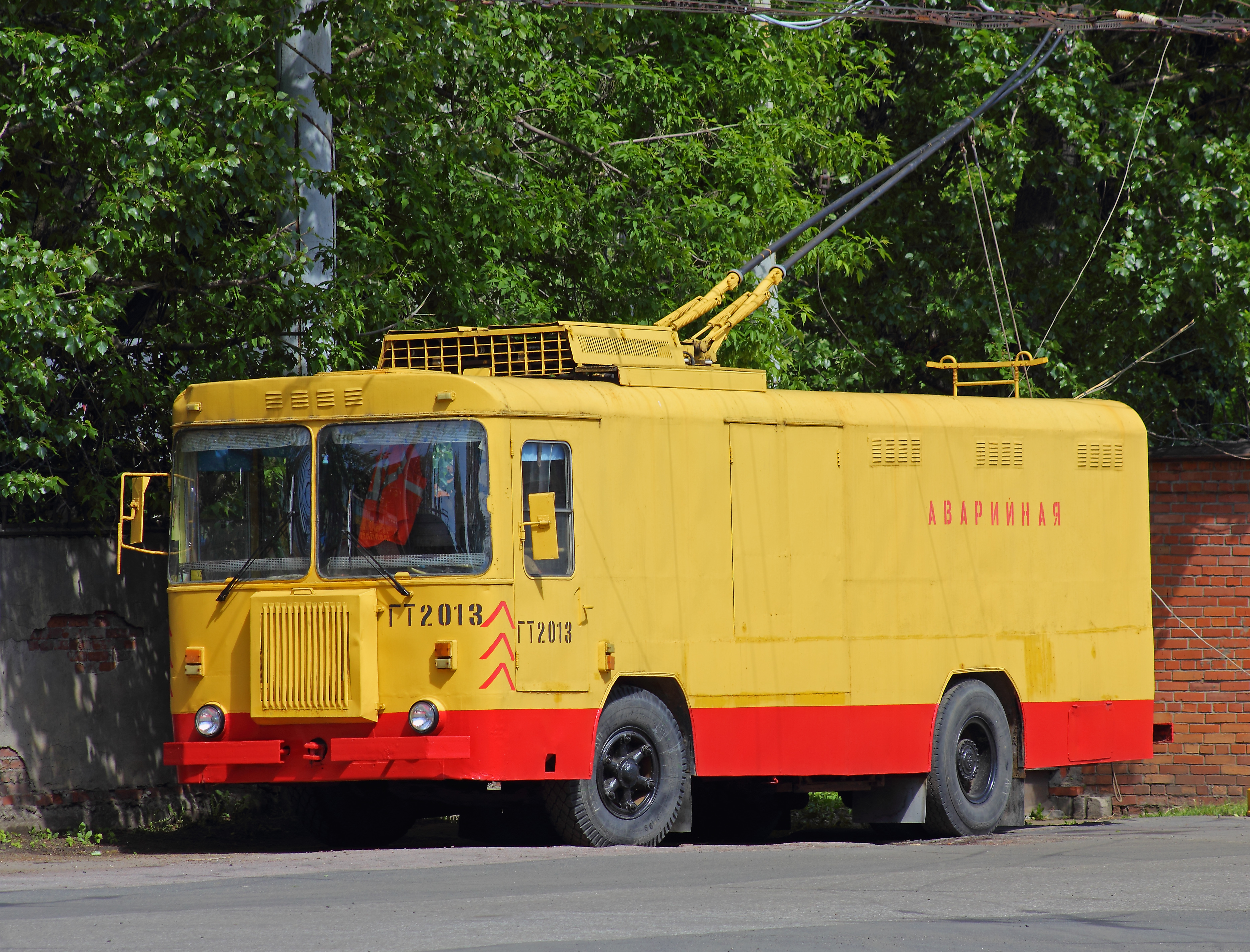
サンクトペテルブルクのトロリートラック

トロリートラック とは、道路上空に張られた架線から取った電気を動力として走るトラックで、いわばトロリーバスの貨物版である。

## 概要
トロリートラックは路面電車とトラックの長所を併せ持つ輸送手段で、軌道の敷設が不要で排気ガスを出さないなどの長所を持つが、給電線の容量により、運行台数が制限され、前方を走る車両の追い越しが困難であるなどの欠点も併せ持つ。鉱山やトンネル工事現場などの、閉鎖環境下で空気の汚染を避ける必要のある場所で運行される。以前は、常時給電を必要とし、モーターのみでの稼働であったため、走行できる場所が架線が敷設された場所に限られていたが、現在はバッテリーやエンジンとのハイブリッド式や、自律走行の無人式も多く登場している。欧州の多くの国で「2040年までにガソリン車やディーゼル車の販売を全面的に禁止」を声明しており、その他アメリカや中国などが同様の措置を検討している流れもあり、新世代のトロリートラックの開発が進んでいる。

## 利点
- 鉄路と比較し、タイヤによる登坂力があるため、急傾斜、急勾配の運行が可能で路線の設定の自由度が高い。
- モーターは起動時から大トルクを発生することが出来るため、エンジン式に比べ複雑な変速ギア（動力部を含めパワーパック）を、ある程度省くことが出来る。
- 維持管理が比較的楽で、メンテナンスも安価で済む。結果、車体寿命が長い。
- 急曲線も可能で加速度を大きくすることができる。
- ブレーキ・減速時に回生ブレーキで発電、架線に電力を戻す車種もある。

## 欠点
- 架線の敷設により路線が限定される。（ハイブリッド式はその限りではない）
- 転がり抵抗が鉄車輪よりも大きいので重量物の運搬には消費するエネルギーが大きい。

## 実例
- スウェーデン中部のイェヴレ市（2km）[2]